# شنغ جيانغ
شنغ جيانغ (بالصينية: 盛江) هو مصارع رياضي صيني، ولد في 25 مارس 1983 في هانغتشو في الصين.

## وصلات خارجية
- شنغ جيانغ على موقع قاعدة بيانات المصارعة الدولية (الإنجليزية)
- شنغ جيانغ على موقع أوليمبيديا (الإنجليزية)